# Honeywell
Honeywell (NYSE: HON) es una importante empresa multinacional estadounidense que produce una variedad de productos de consumo, servicios de ingeniería y sistemas aeroespaciales para una amplia variedad de clientes, desde compradores particulares hasta grandes corporaciones y gobiernos.
Honeywell es una de las compañías del Fortune 500 con una mano de obra superior a 100.000 empleados. Tiene su sede en Morristown (Nueva Jersey). Su actual presidente es David M. Cote. La compañía forma parte del Índice bursátil Dow Jones.
Honeywell tiene muchas marcas que los consumidores pueden conocer. Algunos de los productos más conocidos son la gama para el hogar de termostatos y productos para el automóvil vendidos bajo los nombres de Prestone, Fram, y Autolite.

## Historia
Honeywell se creó a partir de la invención del termostato de Albert Butz, en 1885 y con las posteriores innovaciones en los motores eléctricos y los procesos de control de la Minneapolis Heat Regulator Company a la cual le seguían la pista desde 1886. En 1906, Mark C. Honeywell fundó Honeywell Heating Specialty Co., Inc. en Wabash, Indiana.  La compañía Honeywell's se fusionó con Minneapolis Heat Regulator Company en 1927.  A partir de entonces se llamó la Minneapolis-Honeywell Regulator Company.  Honeywell fue su primer presidente, William R. Sweatt fue su primer jefe de la junta directiva.

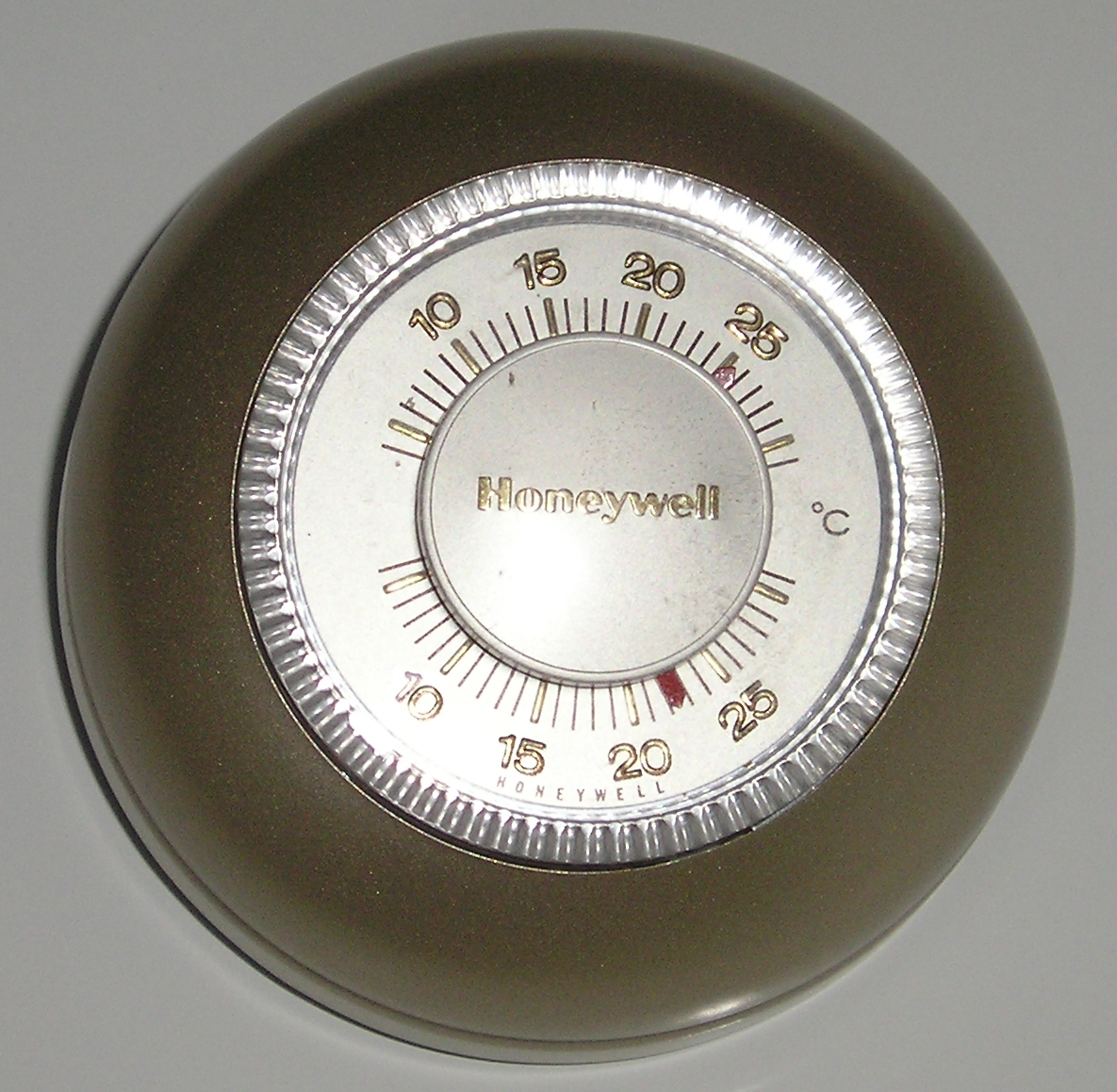
Termostato de Honeywell.

### James H. Binger
Hijo de un doctor, James H. Binger (1916–2004) creció en la Avenida Summit St. Paul, Minnesota. Asistió a la Blake School, donde conoció a su mujer Virginia. Se graduó en Económicas en Universidad Yale y en Derecho en la Universidad de Minnesota. En su graduación, se incorporó al bufete de abogados Dorsey & Whitney, del cual Honeywell era cliente.
En 1943 se incorporó a Honeywell. Se convirtió en su presidente en 1961 y en su jefe de la junta directiva en 1965. Tras esto, renovó el enfoque de ventas de la compañía, poniendo énfasis en los beneficios antes que en el volumen de producción. Además, amplió la expansión internacional de la compañía — tenía seis plantas produciendo un 12% de los ingresos del resto de compañías. También cambió el nombre corporativo de la empresa de Minneapolis-Honeywell Regulator Co. A Honeywell.
Desde 1950 a los mediados de los 1970, Honeywell fue el importador de Estados Unidos de cámaras y material fotográfico Pentax. Estos productos fueron etiquetados en los Estados Unidos como Honeywell Pentax.
Bajo la administración de Binger desde 1961 a 1978, expandió la compañía en campos como la industria de armamento, la industria aeroespacial, la informática y las cámaras. Honeywell originalmente se introdujo en el negocio de la informática con una aventura empresarial con Raytheon, más conocida como Datamatic Corp., pero pronto, compró una parte de Raytheon convirtiéndola en una división de Honeywell. Además, compró una pequeña corporación de control de ordenadores, renombrándola a Honeywell's Computer Control Division. A lo largo de los 1960s, Honeywell fue el "Blancanieves y los Siete enanitos" de la computación. IBM era "Blancanieves", mientras que los enanitos, que además de Honeywell, eran Burroughs, Control Data Corporation, GE, NCR, RCA, y Univac. 

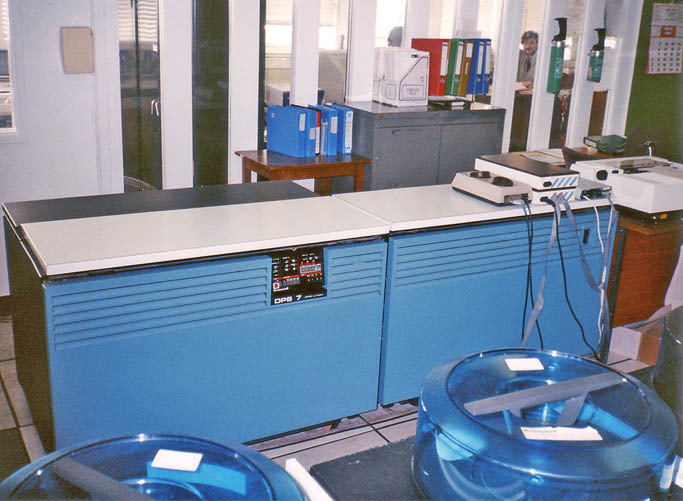
Una computadora central Honeywell-Bull DPS 7 de 1990.

En 1970, Honeywell compró la división General Electric's computer. La compañía fue reorganizada en dos unidades operativas: Honeywell Information Systems, presidida por Clarence (Clancy) Spangle y otra dedicada a la industria armamentística. Con ello, Honeywell introdujo la industria armamentística en la Segunda Guerra Mundial, produciendo por primera vez, elementos de aviación. Durante y después de la guerra de Vietnam, la Honeywell's defense division produjo un gran número de productos, incluyendo bombas de racimo, sistemas de guiado de misiles, napalm y minas terrestres. El Proyecto Honeywell, fundado en 1968, organizó protestas en contra de la compañía para persuadirla de que abandonara la producción de armas.
En 1990, la Honeywell's defense division se convirtió en Alliant Techsystems, cuyas sedes estaban en Edina, un suburbio de Minneapolis. Honeywell continuó generando productos aeroespaciales, incluyendo los motores a reacción.
En 1996, Honeywell adquirió Duracraft y comenzó a vender productos para el confort en el hogar. Hoy, Kaz Incorporated posee ambas líneas de confort en el hogar(Duracraft y Honeywell).

### Materiales Especiales
El patrimonio de los materiales especiales de Honeywell comenzó con una pequeña compañía de ácido sulfúrico a manos del químico William H. Nichols en 1870. Hacia el final del siglo XIX, Nichols creó varias compañías y fue reconocido en la creciente industria química americana. La visión de Nichols de una grande y mejor compañía empezó a cumplirse cuando formó equipo con el investigador Eugene Meyer en 1920. Nichols y Meyer combinaron cinco pequeñas compañías químicas para crear la Allied Chemical & Dye Company, que más tarde se convirtió en la Allied Chemical Corp. , y que habitualmente formó parte de AlliedSignal, el precursor del negocio de materiales especiales de Honeywell. Meyer sirvió en la administración presidida por Coolidge, Hoover y Truman. Tras esto, compró el periódico Washington Post en 1933. Existen edificios con los nombres de Meyer y Nichols en las sedes de Honeywell en Morristown, N.J. Nance Dicciani es el actual presidente y CEO de la división de materiales especiales.

### El intento de fusión de General Electric con Honeywell
General Electric intentó adquirir Honeywell en 2002, cuando Honeywell estaba valorada en más de 21 000 millones de dólares. La fusión fue permitida por las autoridades americanas pero fue bloqueada por Mario Monti, que era comisario de la Comisión Europea. Esta decisión se basó en que General Electric, que dominaba el comercio de los motores a reacción (liderado por el motor de turbinas General Electric CF34), los servicios de alquiler (GECAS), y la cartera regional de motores a reacción y la aviónica, con lo que la nueva compañía sería capaz de “hundir” productos y ahogar la competitividad a través de la creación de un monopolio horizontal.  En 2007, General Electric adquirió Smiths Aerospace, el cual tiene una cartera de productos similares.

### Garrett
La firma estadounidense que daría pie a la era del turbo en el nuevo continente, fue fundada por John C. Garrett en Los Ángeles (California) en 1936 con el nombre de Garrett AiResearch. Inicialmente, estaba especializada en la fabricación de turbocompresores y turbinas para motores de la industria aeroespacial. La división dedicada en exclusiva a la automoción nace a mediados de la década de 1950. La anterior AiResearch Industrial Division, establecida en Phoenix (Arizona), pasa a llamarse Garrett Automotive y de sus instalaciones sale en 1955 el turbo T15 que montó el primer vehículo industrial equipado con esta tecnología en América: el tractor oruga D9 de Caterpillar. Desde 1999, Garrett forma parte Honeywell International y casi todos los fabricantes de todoterrenos han apostado por sus productos para equipar sus modelos. A esta compañía le debemos la aparición de la tecnología de álabes variables VNT (Variable Nozzle Turbine).

### Actualidad
En la actualidad "Honeywell International Inc." Es el producto de una fusión entre AlliedSignal y Honeywell Inc. en 1999.  Aunque AlliedSignal fuera la mayor de las dos, la unión de las compañías eligió el nombre de "Honeywell" para su marca de reconocimiento. No obstante, las sedes de la corporación se consolidaron en las sedes de AlliedSignal en Morristown en vez de en la histórica sede de Honeywell en Minneapolis, Minnesota. En 1991 la ‘’’Honeywell's computer division’’’ fue vendida a Groupe Bull.

### Six Sigma Plus
Honeywell International es conocida por su implementación agresiva y su práctica diaria de las técnicas de six sigma y fabricación esbelta (lean), comúnmente llamadas Six Sigma Plus.  Six Sigma Plus se centra en la reducción de errores/fallos, mejorando el ciclo de tiempo y reduciendo costos. Recientemente, Honeywell anunció la implementación de una filosofía corporativa conocida como el Sistema Operativo de Honeywell (HOS), el cual incorporaba métodos del sistema de producción de Toyota.

### Honeywell Technology Solutions
Honeywell Technology Solutions (HTS) es un laboratorio de investigación, dentro de Honeywell, dedicado a la investigación de nuevos productos. Esta entidad tiene su sede en Bangalore con un número de empleados superior a 5000. HTS tiene centros de desarrollo en Hyderabad, Madurai, Shanghái, Brno y la Ciudad de México. La mayor parte de los sistemas de control de vuelo son creados y probados en estos laboratorios. HTS ofrece servicios tecnológicos y de I+D a varias unidades de negocio de Honeywell International.

## Gobierno corporativo
Los actuales miembros de la junta directiva de Honeywell son: Gordon Bethune, Jaime Chico Pardo, David Cote, Scott Davis, Clive Hollick, James Howard, Bruce Karatz, Russ Palmer, Ivan Seidenberg, Brad Sheares, Eric Shinseki, John R. Stafford y Michael W. Wright.

## Productos
- HC60NG receptor, combinado con un transmisor compatible (ejemplo: CM60RFNG, CM67Z o HR80).
- Controlador telefónico Honeywell Aube (CT240-01, CT241-01).
- Productos de control del hogar y construcciones - Consultar http://customer.honeywell.com
- Cronotermostato radiofrecuencia CM927
- Cronotermostato CM907 cableado
- Termostato digital DT90
- Evohome, sistema de regulación por zonas en instalaciones de calefacción de suelo radiante y radiadores

## Filantropía
Honeywell mantiene un programa de participación activa llamado "Hometown Solutions". Las iniciativas del programa incluyen participaciones voluntarias de empleados con donaciones a la caridad, promover el estudio de las matemáticas y la ciencia, reconstrucción tras el huracán Katrina y una larga colaboración con el Centro Nacional de niños explotados y desaparecidos. llamado "Got2bSafe". La literatura producida por Got2bSafe ha sido distribuida a más de 72000 escuelas de América, representando a todos los distritos escolares de los Estados Unidos y llegando a más de 5 millones de escuelas elementales.

## Récord de contaminación ambiental
La Agencia de Protección Ambiental de los Estados Unidos establece que ninguna empresa se ha vinculado a un mayor número de sitios de residuos tóxicos Superfund como Honeywell. La empresa ocupa el 44.º lugar en una lista de las corporaciones estadounidenses más responsables por la contaminación del aire, al liberar de más de 4,25 millones de kg de toxinas anualmente al aire. En 2001, Honeywell acordó pagar $150 000 de dólares en sanciones civiles y llevar a cabo reparaciones en un valor total de $772 000 de dólares por violaciones al medio ambiente en materia de:
- Fallo al prevenir o reparar las fugas de peligrosos contaminantes orgánicos al aire
- Falta de reparación o de reportar aquellos equipos de refrigeración que contienen clorofluorocarburos
- Información inadecuada al reportar emisiones de benceno, amoníaco, óxido de nitrógeno, diclorodifluorometano, ácido sulfúrico, etc.

En 2003, un juez federal en Newark, Nueva Jersey ordenó a la empresa llevar a cabo un estimado de $400 millones de dólares de remediación ambiental de residuos de cromo, citando "un riesgo sustancial de daño inminente para la salud y la seguridad pública y daño inminente y grave para el medio ambiente".  Ese mismo año, Honeywell pagó $3.6 millones de dólares para evitar un juicio federal en relación con su responsabilidad con la contaminación de tricloroetileno en Lisle, Illinois. En 2004, el Estado de Nueva York anunció que exigiría Honeywell completar la limpieza de más de 74,000kg. de mercurio y otros residuos tóxicos vertidos en el lago Onondaga en Syracuse, Nueva York con un costo estimado de $448 millones de dólares. 
En 2005, el estado de Nueva Jersey demandó a Honeywell, Occidental Petroleum, y PPG para obligar a la limpieza de más de 100 sitios contaminados con cromo, un metal asociado con el cáncer de pulmón, úlceras, y dermatitis. En 2008, el estado de Arizona hizo un acuerdo con Honeywell para pagar una multa de $5 millones y aportará $1 millón a un proyecto de limpieza local relacionado con la calidad del aire, tras acusaciones de violar las leyes de la calidad del agua y de residuos peligrosos-en cientos de ocasiones entre los años de 1974 y 2004.
En 2006, Honeywell anunció que su decisión de abandonar la fábrica de interruptores de mercurio había resultado en una reducción de más de 11300 kg de mercurio, 2800 kg de plomo y 1500 kg de ácido crómico. La reducción más grande representa el 5% del uso total de mercurio en los Estados Unidos. La Agencia de Protección Ambiental reconoció el liderazgo de Honeywell en la reducción de la utilización del mercurio a través de un Premio al Logro de la Asociación Nacional para las Prioridades Ambientales del 2006 por descontinuar la fabricación de interruptores de mercurio.

## Críticas
En diciembre de 2011, la organización no partidista estadounidense Public Campaign criticó a Honeywell International por gastar $18.3 millones de dólares en cabildeo y de no pagar impuestos durante el período 2008-2010. En su lugar Honeywell recibió $34 millones de dólares en devoluciones de impuestos a pesar de obtener una ganancia de $4.9 mil millones de dólares, despedir 968 trabajadores desde 2008 y aumentar los salarios de los cinco ejecutivos más altos de la empresa en un 15%, un aumento total de $54.2 millones de dólares en el año 2010.